# 牛田通
牛田通（うしだとおり）は、愛知県名古屋市中村区の地名。現行行政地名は牛田通1丁目から牛田通4丁目。住居表示未実施。

## 地理
名古屋市中村区南端部に位置する。南は中川区、北は名西通に接する。

## 歴史

### 地名の由来
高須賀町の字名に由来する。

### 沿革
- 1941年（昭和16年）1月1日 - 中川区長良町および高須賀町の各一部により、同区牛田通として成立[1]。
- 1944年（昭和19年）2月11日 - 中村区に編入され、同区牛田通となる[1]。

## 世帯数と人口
2019年（平成31年）2月1日現在の世帯数と人口は以下の通りである。
| 町丁   | 世帯数  | 人口  |
| ------ | ------- | ----- |
| 牛田通 | 216世帯 | 331人 |

### 人口の変遷
国勢調査による人口の推移
| 1950年（昭和25年） | 519人 | [ 9 ]  |  |
| 1955年（昭和30年） | 629人 | [ 9 ]  |  |
| 1960年（昭和35年） | 766人 | [ 10 ] |  |
| 1965年（昭和40年） | 722人 | [ 10 ] |  |
| 1970年（昭和45年） | 707人 | [ 11 ] |  |
| 1975年（昭和50年） | 542人 | [ 11 ] |  |
| 1980年（昭和55年） | 444人 | [ 12 ] |  |
| 1985年（昭和60年） | 425人 | [ 12 ] |  |
| 1990年（平成2年）  | 373人 | [ 13 ] |  |
| 1995年（平成7年）  | 372人 | [ 14 ] |  |
| 2000年（平成12年） | 306人 | [ 15 ] |  |
| 2005年（平成17年） | 308人 | [ 16 ] |  |
| 2010年（平成22年） | 294人 | [ 17 ] |  |
| 2015年（平成27年） | 420人 | [ 18 ] |  |

## 学区
市立小・中学校に通う場合、学校等は以下の通りとなる。また、公立高等学校に通う場合の学区は以下の通りとなる。なお、中学校は学校選択制度を導入しておらず、番毎で各学校に指定されている。
| 丁目        | 小学校             | 中学校               | 高等学校 |
| ----------- | ------------------ | -------------------- | -------- |
| 牛田通1丁目 | 名古屋市立柳小学校 | 名古屋市立御田中学校 | 尾張学区 |
| 牛田通2丁目 | 名古屋市立柳小学校 | 名古屋市立御田中学校 | 尾張学区 |
| 牛田通3丁目 | 名古屋市立柳小学校 | 名古屋市立御田中学校 | 尾張学区 |
| 牛田通4丁目 | 名古屋市立柳小学校 | 名古屋市立御田中学校 | 尾張学区 |

## 交通
- 近畿日本鉄道名古屋線烏森駅
- 愛知県道190号名古屋一宮線[7][21]

## 施設
- 牛田通郵便局[7]

### 統計資料
- 名古屋市総務局企画室統計課 編『昭和31年版 名古屋市統計年鑑』名古屋市、1957年。
- 名古屋市総務局企画部統計課 編『昭和41年版 名古屋市統計年鑑』名古屋市、1967年。
- 名古屋市総務局統計課 編『昭和51年版 名古屋市統計年鑑』名古屋市、1977年。
- 名古屋市総務局統計課 編『昭和60年国勢調査 名古屋の町・丁目別人口（昭和60年10月1日現在）』名古屋市役所、1986年。
- 名古屋市総務局企画部統計課 編『平成2年国勢調査 名古屋の町（大字）別・年齢別人口（平成2年10月1日現在）』名古屋市役所、1994年。
- 名古屋市総務局企画部統計課 編『平成7年国勢調査 名古屋の町（大字）・丁目別人口（平成7年10月1日現在）』名古屋市役所、1996年。